# Kevin Joseph Farrell
Kevin Joseph Farrell, KGCHS (Dublin, 2. rujna 1947.) prelat je Katoličke Crkve koji je služio kao prefekt Dikasterija za laike, obitelj i život (od 2016.), kao kamerlengo Svete rimske Crkve (od 2019.) i kao predsjednik Vrhovnog suda Vatikana (od 2024).
Dana 17. kolovoza 2016. godine papa Franjo imenovao je Farrella prefektom novoosnovanog Dikasterija za laike, obitelj i život u Rimu.
Dana 9. listopada 2016. Franjo je najavio da će Farrella imenovati kardinalom na konzistoriju 19. studenog 2016. Toga je dana proglašen kardinalom-đakonom i dodijeljena mu je crkva San Giuliano Martire u Rimu. Papa Franjo je 14. veljače 2019. imenovao Farrella kamerlengom Svete rimske Crkve.